# Sparklehorse
Sparklehorse (прев. светлуцајући коњ) био је амерички инди рок бенд из Ричмонда, Вирџиније, вођен од стране певача и мулти-инструменталисте Марка Линкуса. Био је активан од 1995. до Линкусове смрти 2010. године. Пре формирања Sparklehorse-а, Линкус је предводио локалне бендове Johnson Family и Salt Chunk Mary. Само једна песма, Someday I Will Treat You Good, је сачувана од њихових песама. Линкус је рекао да је одабрао име Sparklehorse зато што су две речи које чине име бенда звучале добро заједно и могле су да служе као метафора за мотоцикл. Када је бенд тек настао, чланови бенда су били: Пол Вотсон (банџо, корнет, лап стил гитара и електрична гитара), Скот Мајнор (бубњеви, хармонијум и банџо), Џони Хот (Вурлицерове оргуље, перкусије и позадински вокали) и Скот Фицсимонс (контрабас).
Музику групе су временом описивали као део различитих жанрова, као што су инди рок, алтернативни рок, алтернативни кантри, психоделични рок и слекер рок.

## Историја
Први албум бенда, Vivadixiesubmarinetransmissionplot (1995), чији је продуцент био фронтмен бенда Cracker, Дејвид Лоуери (кредитован као „Дејвид Чарлс” на омоту плоче), био је донекле успешан на студентским радијима. 1996. године, током турнеје по Европи са бендом Radiohead укратко након објављивања албума, Линкус је конзумирао комбинацију анти-депресива, диазепама, алкохола и хероина у својој хотелској соби у Лондону. Изгубио је свест и ноге су му се заглавиле испод тела скоро 14 сати, што је довело до превише калцијума у ногама што је изазвало прекид рада његовог срца неколико минута након што му је тело било подигнуто. Операција која је следила му је скоро проузроковала парализу обе ноге и морао је да буде у инвалидским колицима шест месеци и била му је потребна дијализа за акутну бубрежну инсуфицијенцију.
Албум Good Morning Spider (1998) снимљен је након овог инцидента. Критичари су закључили да је Линкусов блиски сусрет са смрћу био инспирација за тужан звук албума, али је Линкус изјавио да је већина песама из албума већ била од пре написана. Једна песма је била инспирисана догађајем, песма St. Mary, која је била посвећена медицинским сестрама у истоименој болници у Педингтону где је Линкус имао операцију.
1999. године, Sparklehorse је свирао у Horseshoe Tavern-у у Торонту. Албум It's a Wonderful Life, објављен је 2001. године. Гостујући извођачи на албуму су били: Том Вејтс, Пи-Џеј Харви, Боб Руп, Нина Персон и Дејв Фридман. Већина прва два албума бенда снимљени су од стране Линкуса на својој фарми у Вирџинији, док је овај албум снимљен у сарадњи са доста других извођача. Линкус је изразио задовољство тоном албума, чији је инжењер био Џоел Хамилтон, али је такође истакао да би више волео да је могао да укључи у албум више експерименталног и инструменталног материјала.
25. септембра, 2006. године, Sparklehorse је објавио свој четврти албум, Dreamt for Light Years in the Belly of a Mountain, са гостујућим извођачима Danger Mouse-ом, Кристијан Фенесом и Стивен Дроздом. Албум је садржао верзију за радио песме Don't Take My Sunshine Away и побољшану верзију песме Shade and Honey, коју је Линкус првобитно написао за Алесандра Нивола да отпева у филму „Лорел кањон”, као и непромењену верзију песме Morning Hollow, бонус песме са прошлог албума.
2008. године, Sparklehorse је снимио обраду песме Jack's Obsession из филма „Ноћна мора пре Божића” за компилациони албум Nightmare Revisited.
2009. године, Sparklehorse је, заједно са Danger Mouse-ом и Дејвид Линчом радио на албуму Dark Night of the Soul. Албум је описан као „страшан, диван и горко-сладак када се у обзир узме Линкусова смрт.”
2009. године, Линкус је био гостујући извођач за албум In the Fishtank 15, мини-албум Кристијана Фенеса са експерименталном музиком. Октобра, 2009. године, Линкус је свирао са Фенесом током турнеје у Европи.
Линкус је извршио самоубиство у Ноксвилу, Тенесију, 6. марта, 2010. године.

## Дискографија

### Студијски албуми
- Vivadixiesubmarinetransmissionplot (1995)
- Good Morning Spider (1998)
- It's a Wonderful Life (2001)
- Dreamt for Light Years in the Belly of a Mountain (2006)
- Dark Night of the Soul (2010)
- Bird Machine (2023)

### Мини-албуми
- Chords I've Known (1996)
- Distorted Ghost (2000)
- In the Fishtank 15 (2009)

### Компилациони албуми
- Chest Full of Dying Hawks ('95-'01) (2001)
- Stained Glass Tears ('95-'06) (2006)

### Синглови
- "Spirit Ditch" / "Waiting for Nothing" (1995)
- "Hammering the Cramps" / "Too Late" (1995)
- "Someday I Will Treat You Good" / "Rainmaker" (1996)
- "Someday I Will Treat You Good" / "London" / "In The Dry" (1996)
- "Hammering the Cramps" / "Spirit Ditch" / "Dead Opera Star" / "Midget In A Junkyard" (1996)
- "Rainmaker" / "I Almost Lost My Mind" / "Intermission" / "Homecoming Queen (Live On KCRW)" / "Gasoline Horseys (Live On KCRW)" (1996)
- "Come On In" / "Blind Rabbit Choir" (1998)
- "Maria's Little Elbows" / "Painbirds" / "Wish You Were Here" (with Thom Yorke) (Pink Floyd cover) / "Haint" (1998)
- "Sick of Goodbyes" / "Good Morning Spider (BBC Radio 1 Evening Session)" (1998)
- "Sick of Goodbyes" / "Happy Place" / "Happy Pig (BBC Radio 1 Evening Session)" / "Shot A Dog" / "Gasoline Horseys (Live)" (1998)
- "Gold Day" / "Heloise" / "Devil's New" / Maxine" (2001)
- "Don't Take My Sunshine Away" / "Ghost In The Sky" / "Knives of Summertime" (2006)
- "Don't Take My Sunshine Away" / "Galveston" (Jimmy Webb/Glen Campbell cover) (2006)
- "Ghost in the Sky" / "Marigold" (2006)
- "Knives of Summertime" / "Caroline" (2006)

## Филмографија
- Јужни човек: Sparklehorse (1998)[12]
- Ово је Sparklehorse (2019)[13]

## Наслеђе
Марта 2020. године, Spin магазин је објавио да је Линкус више поштован од стране других музичара као што су Пи-Џеј Харви, Нина Персон и Том Вејтс, него од стране шире јавности.

## Додатни линкови
- Званични сајт
- Сајт обожаватеља, архивиран 2023-06-17 на Wayback Machine, сајт престао са радом 2022. године
- Mark Linkous is Sparklehorse – документарни филм из 1998. године, део серијала VPRO под називом Lola Da Musica
- THIS IS SPARKLEHORSE – документарни филм објављен 2022. године